# Шипшина блакитно-сіра
{{#ifeq:0|0|{{#if:|{{#if:Rosacaesia|[[]}}|}}}}
Шипшина блакитно-сіра (Rosa caesia) — вид рослин родини розові (Rosaceae), поширений у Європі. Етимологія: лат. caesius — «синювато-сірий».

## Опис
Чагарник заввишки 50–150 см з товстими серпоподібними шипами. Листки непарноперистоскладні, з сімома листочками. Листочки еліптичні, довгасті, дрібні, товстуваті й майже шкірясті, дрібнопильчасті, зверху слабопухнасті, знизу тонкоповстяні, сірувато-зелені. Квітки рожеві, по 1–3 на коротких голих квітконіжках. Чашолистки при плодах звернені вгору. Плід — багатогорішок, укладений в гіпантій, при дозріванні червоніє

## Поширення
Поширений у Європі. Зростає на схилах серед чагарників, узліссях лісів, лісових галявинах.